# Вбивства на озері Бодом
Вбивства на озері Бодом — нерозкрита справа про напад, в якому троє підлітків було вбито, а ще один отримав серйозні поранення. Ця справа є одним із найвідоміших злочинів у сучасній історії Фінляндії. Незважаючи на ретельне розслідування, особу злочинця так і не встановили, і протягом багатьох років висувалися різні теорії щодо цього.

## Обставини злочину
У суботу, 4 червня 1960 року, четверо фінських підлітків вирушили у похід на мотоциклах. Сеппо Антеро Бойсману та Нільсу Вільгельму Густафссону, було по 18 років, вони були студентами ливарного заводу, їхнім дівчатам Майлі Ірмелі Бйорклунд та Ані Тууліккі Мякі було по 15 років і вони вчилися у професійно-технічному училищі.
Рано ввечері компанія встановила намет на березі озера Бодом поблизу маєтку Ойттаа в місті Еспоо, Уусімаа. Вони лягли спати близько опівночі, після кількох годин сну прокинулися, хлопці сходили рибалити, після чого знову повернулися.
У Трійцю 5 червня між 4:00 та 6:00 ранку (за східноєвропейським часом), коли жертви спали, їх атакував невідомий нападник, завдаючи удари крізь стінки намету. Усі четверо отримали тупі травми голови невизначеним предметом, можливо каменем. Крім того, Бойсман і Бйорклунд отримали ножові поранення, останню вдарили ножем понад десять разів. Основною причиною смерті Бойсмана, Бйорклунд та Мякі вважається черепно-мозкова травма. Густафссон, єдиний, хто вижив, мав, серед іншого, кілька переломів — ймовірно, його вдарили каменем у щелепу та потилицю.
Тіла жертв виявив близько 11:00 ранку тесля на ім'я Еско Ойва Йоханссон. Він повідомив поліцію, яка прибула опівдні.

## Розслідування

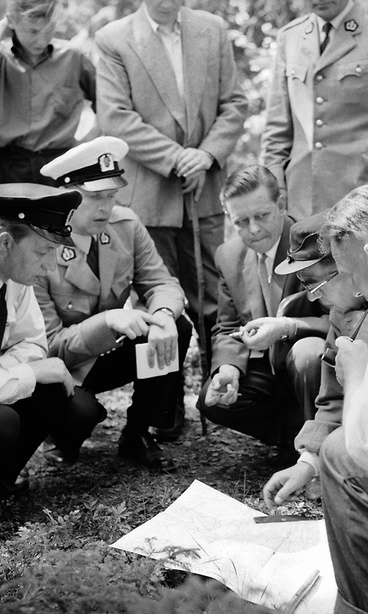
Слідчі на місці вбивства на Бодомі 6 червня 1960 року

Вбивця завдавав удари ззовні крізь стінки намету. Знаряддя вбивства на місці злочину так і не виявили. Злочинець забрав деякі речі, зокрема гаманці, предмети одягу та ключі від мотоциклів жертв, хоча мотоцикли лишилив на місці. Частину одягу та взуття Нільса Густафссона виявили за півкілометра в кам'яній ямі. Інші зниклі речі, зокрема шкіряну куртку Сеппо Бойсмана, так і не знайшли.
Бйорклунд, дівчина Густафссона, лежала на даху намету роздягненою до пояса, вона отримала найбільше травм з усіх жертв — її кілька разів вдарили ножем вже після смерті, тоді як двох інших підлітків убили з меншою жорстокістю.
Поліція не огородила місце злочину та не зафіксувала відразу деталі події, що пізніше було розцінено як серйозна помилка. Майже одразу на місце допустили натовп поліцейських та інших людей, що могли просто затоптати деякі докази. Ситуація ще більше погіршилася, коли викликали солдатів для допомоги у пошуках відсутніх предметів навколо озера, деякі з яких так і не були знайдені.
Того ж дня було організовано кілька рейдів на дорогах у цьому районі для затримання злочинців, а також найбільший в історії обшук на землі у Фінляндії, в результаті якого в лісах Еспоо було виявлено 88 розшукуваних осіб, але винуватця у вбивствах на Бодомі так і не спіймали.
Густафссон сказав, що нічого не пам'ятає про нічні події. Близько 6:00 ранку пастух, який працював на протилежному березі затоки, та двоє хлопців, які неподалік спостерігали за птахами, бачили, як намет обвалився, а також невідомого блондина, який відходив з місця злочину. 14-річний рибалка Олаві Ківілахті також бачив, як повз приблизно за 50 метрів від нього пройшов білявий чоловік у світлому светрі, але цей свідок погано роздивився підозрюваного через свою короткозорість. До кінця липня надійшло приблизно 50 повідомлень про блондина, якого бачили в відповідний час у цьому районі, але більш вагомих зачіпок слідство не отримало.
З плином часу поліція вдалася до нетрадицйних методів пошуку вбивці. З 2 по 5 липня 1960 Густафссон давав свідчення під гіпнозом. Він описав чоловіка, який прорізав отвір у наметі та почав колоти жертв ножем і бити важким тупим предметом (як вважають слідчі, це була, швидше за все, залізна труба). Також під гіпнозом дав свідчення вище згаданий рибалка Олаві Ківілахті (востаннє через шість років після злочину).
Густафссон описав нападника наступним чином.
- вік: приблизно 20–30 років, «не молодий і не старий»;
- зріст: приблизно 173—174 см, середня статура, міцніший за самого Густафссона;
- обличчя округле;
- волосся: довге, світле, зачесане назад;
- вуха: нормальні, не виступаючі, мочка вуха округла;
- лоб: досить високий, нерівномірно зморшкуватий, зморшки горизонтальні;
- очі: великі, колір не визначено;
- ніс: прямий з усіх боків, не довгий і не короткий;
- брови: середньо-світлі;
- губи: доволі товсті;
- сильне підборіддя, злегка виступаючі вилиці;
- зуби: білі, невідомо чи є відсутні;
- шия: коротка;
- руки: товсті та великі пальці;
- шкіра: червоні щоки;
- особливі характеристики: прищі на лобі та щоках;
- одяг: темна куртка зі щільної тканини у клітинку, з маленькими чорними ґудзиками, застебнута на всі ґудзики; різнокольорова, принаймні є чорний та зелений; накладні нагрудні кишені[8].

На основі цих свідчень було створено фоторобот, але й він дав мало результатів.

## Підозрювані

### Паулі Луома
Спочатку поліція розшукувала, серед іншого, велосипедиста з чорною бородою, якого бачили в цьому районі з сумкою, яка могла належати жертвам. Чоловіка швидко впізнали, це був Паулі Кустаа Луома, втікач з трудового табору, але у нього було алібі — в ніч убивств він перебував в Отаніемі.

### Пентті Сойнінен
Пентті Сойнінен засуджений за кілька майнових та насильницьких злочинів, в середині1960-х років, у віці 24 років, перебуваючи у в'язниці округу Куопіо, зізнався своєму співкамернику в убивствах на Бодомі. Сойнінен був психопатом, який міг діяти нелогічно, особливо під впливом алкоголю та наркотиків. Його довгий кримінальний список включав крадіжки, напади та пограбування.
Поліція допитала Сойнінена, але його зізнання не сприйняли всерйоз. Він дійсно перебував цього озера в ніч убивства, коли втік зі школи, однак йому було 14 років, і сумнівно, що він міг би самотужки здолати чотирьох старших підлітків.
У 1969 році Сойнінен повісився на станції Тойяла під час перерви в транспортуванні в'язнів.

### Вальдемар Гілльстрем
Одним з головних підозрюваних у вбивствах був Карл Вальдемар Гілльстрем, власник кіоску в Ойттаа. Цей чоловік, якого сусіди називали на прізвисько «Кіоскер», був відомий своєю агресивною поведінкою і особливою ворожістю до кемперів. Він зрубував намети кемперів, кидав камінням у людей, які заходили на його вулицю, тощо. Деякі пізніше казали, що саме Гільстрьома вони бачили, коли він повертався з місця вбивства, але боялися викликати поліцію з цього приводу.
Поліцію повідомили, що Гілльстрем засипав криницю на своєму подвір'ї через кілька днів після вбивств, тому будинок і подвір'я Гілльстрема ретельно обшукали, однак нічого компрометуючого не знайшли. Зять «Кіоскера», серед інших, нібито був упевнений, що знаряддя вбивства було в засипаній криниці.
Втім, Гілльстрем мав алібі на ніч вбивства: його дружина сказала, що не спала всю ніч, і що чоловік не виходив з дому. Однак пізніше, перед своєю смертю, вона сказала, що чоловік погрожував її вбити, якщо вона скаже правду.
Гілльстрем потонув в озері Бодом у 1969 році, найімовірніше, в результаті самогубства. Незадовго до смерті, будучи п'яним, він начебто зізнався у вбивствах своєму сусідові, сказавши: «Я їх убив» (сунд. Minä ne tapoin).
У 2016 році Ульф Йоханссон, муніципальний політик Еспоо, опублікував книгу «Легенда про Бодом: таємниця смерті» (суах. Legenden om Bodom: Århundradets mordmysterium, в якій він стверджує, що місцеві жителі знали, що убивцею був саме «Кіоскер».

### Ганс Ассманн
Найбільше підозр було спрямовано на німця, що отримав громадянство Фінляндії. Ассманн жив за п'ять кілометрів від Бодома в Еспоо.
6 червня 1960 року його доставили до хірургічної лікарні у Гельсінкі, де він поводився дуже дивно. Також викликав здивування неохайний вигляд пацієнта, чорний лак на нігтях та червоні плями на одязі. Ассманн не розповів персоналу лікарні про причину свого обшарпаного вигляду, але не збрехав про те, де проживає. Також у лікарні він вдавав непритомного, поводився агресивно і нервово.
Ассманн був схожий на опис невідомого блондина навіть за одягом. Він ідеально відповідав описам вбивці, які пізніше дали під гіпнозом Нільс Густафссон та Олаві Ківілахті. Коли в новинах повідомили про зовнішність розшукуваного чоловіка, Ассманн коротко підстриг своє світле волосся.
Персонал хірургічної лікарні був переконаний у вині Ассмана. Зокрема, питання про його можливу провину порушував майбутній професор медицини Йорма Пало, який лікував Ассманна в той час. Але поліція лише коротко допитала Ассманна, не стала спілкуватися з лікарями і не забрала для експертизи одяг у червоних плямах.
Пало написав три книги про вбивства на Бодомі та Ассманна. Колишній комісар з питань злочинності Матті Палоаро, крім того, також пов'язав Ассманна з п'ятьма іншими вбивствами, включаючи вбивство Кюллікі Саарі та навіть смерть міністра Пенни Тарво (згідно з офіційною версією, міністр загинув внаслідок автокатастрофи).
Однак, за даними поліції, Ассманн мав бездоганне алібі, яке не оприлюднювали через його делікатний характер. Документи Фінської національної кримінальної поліції щодо Ассманна оприлюднили лише у 2005 році. За даними поліції, Ассманн у ніч убивства ночував у своєї коханки. Зі слів коханки Ассмана і господарів квартири (сестра коханки зі своїм чоловіком), він не міг би вийти вночі непоміченим. Чоловік сестри встав о 6 ранку, Ассманна розбудили на каву о 9 ранку. На той час вбивства вже були скоєні, і перші перехожі побачили зруйнований намет.
За словами поліції, червоні плями на одязі Ассманна та його дивна поведінка були пов'язані з тим, що він фарбував червоною фарбою та напивався на своєму будівельному майданчику. У нього також були проблеми зі шлунком, спричинені якимось запаленням. Йорма Пало підозрював, що Ассманн був агентом на користь КДБ і що його захищали з міркувань зовнішньої політики. Поліція публічно заявила, що зміст книг Йорми Пало повністю є продуктом його уяви.
Ассман переїхав до Швеції, де помер у 1998 році.

### Двоє рибалок
Двоє молодих чоловіків, які були рибалили на озері Бодом у ніч убивства, залишилися неідентифікованими. Вони так і не звернулися до поліції, незважаючи на численні запити через ЗМІ. Дивно, що рибалки покинули на скелях свої вудки.

## Арешт і суд над Нільсом Густафссоном
Наприкінці березня 2004 року, майже через 44 роки після вбивства, несподівано було заарештовано Нільса Густафссона, єдиного, хто пережив напад. На початку 2005 року Національне бюро розслідувань Фінляндії оголосило, що справу розкрито на основі нового судово-медичного аналізу.
Судовий розгляд розпочався 4 серпня 2005 року. Прокурори стверджували, що Сеппо Бойсман та Нільс Густафссон посварилися після вживання алкоголю, і що Ірмелі Бйорклунд відхилила сексуальні домагання Густафссона, внаслідок чого той втратив самовладання та розлютився. Це звинувачення підкріплювали тим, що Бйорклунд отримала найбільше ударів ножем — п'ятнадцять, кілька з яких було завдано вже коли вона була мертва. Перелом щелепи Густафссон, зі слів звинувачення, отримав у бійці з Бойсманом.
Адвокати ж стверджували, що вбивства були справою рук однієї або кількох сторонніх осіб, і що Густафссон, враховуючи тяжкість його травм, не зміг би вбити трьох людей. Від початку розслідування було відомо, що взуття, яке вбивця забрав і заховав за 450 метрів від намету, належало Густафссону, якого знайшли босоніж на даху намету. Сучасний аналіз ДНК мав важливе значення для обвинувачення, оскільки він показав, що на цьому взутті була кров трьох убитих, але крові самого Густафссона не було
. Обвинувачення заявило, що це свідчить про те, що Густафссон отримав свої травми не під час нападу: він скоїв убивства, інсценував крадіжку речей, сховав їх, ще більше поранив себе, а потім босоніж повернувся до намету, де вдав непритомного. Обвинувачення намагалося підкріпити свою справу, посилаючись на те, що два спостерігачі за птахами впізнали Густафссона як високого блондина, якого бачили на місці злочину; і на те, що він нібито робив компрометуючі його зауваження та навіть одного разу через десять років після злочину похвалився своєю провиною.
7 жовтня 2005 року Густафссона визнали невинним за всіма звинуваченнями. Суд пояснив вирок тим, що докази обвинувачення були непереконливими; неможливістю довести, що Густафссон мав мотив, відповідний злочину такої надзвичайної тяжкості, а також відсутністю можливості перевірити факти, враховуючи час, що минув. Держава Фінляндія виплатила Густафссону 44 900 євро за моральні страждання, спричинені тривалим терміном утримання під вартою, але державний прокурор відмовився подавати до суду на фінські газети за наклеп. Густафссон також не скористався своїм правом висувати звинувачення проти газет як потерпіла сторона.